# 利茲和格倫維爾聯合縣
利兹和格伦维尔联合县（英語：The United Counties of Leeds and Grenville），简称利兹-格伦维尔（Leeds Grenville）是加拿大安大略省一個地方行政區，坐落該省東南部聖羅倫斯河沿岸，行政中心位於布羅克維爾，面積達3,383.92平方（1,306.54平方英里），西接弗隆特纳克縣，北臨拉納克縣，東北鄰渥太華市，東面則與史托蒙特、鄧達斯和葛蘭蓋瑞聯合縣接壤。
上加拿大政府於1792年設立列斯縣和己連圍縣，但當時只作選舉、民兵防衛、勘探和土地註冊之用，沒有地方行政功能。該兩縣的實際行政事務由東部區（District of Midland）負責，到1800年則改歸約翰斯敦區（District of Johnstown）。區級行政區別於1849年取消，其行政功能由縣級行政區別取代，此兩縣亦於1850年合併成列斯和己連圍聯合縣並維持至今。

## 轄區
列斯和己連圍聯合縣境內包括下列城鎮：
- 雅典鄉（Township of Athens）
- 奧古斯塔鄉（Township of Augusta）
- 愛德華斯堡/卡殿奴鄉（Township of Edwardsburgh/Cardinal）
- 伊利沙伯鎮/奇特利鄉（Township of Elizabethtown-Kitley）
- 河旁楊格鄉（Township of Front of Yonge）
- 列斯與千島鄉（Township of Leeds and the Thousand Islands）
- 北己連圍自治區（Municipality of North Grenville）
- 麗都河群鄉（Township of Rideau Lakes）
- 美力圍-窩福村（Village of Merrickville-Wolford）
- 西港村（Village of Westport）

布羅克維爾市（Brockville）、加南諾奎鎮（Gananoque）和皮利士葛鎮（Prescott）皆為獨立於列斯和己連圍聯合縣的分割行政區，但該三個城鎮仍與列斯和己連圍聯合縣屬於同一個人口普查區。

## 人口數據
歷年人口：
- 2001年：96,606
- 1996年：96,284

族裔構成：
- 白人：97.3%
- 原住民：1.2%
- 其他：1.5%

## 外部連結
- （英文）Leeds Grenville （页面存档备份，存于）－列斯和己連圍聯合縣官方網站